# Bobangi
Bobangi – miasto w Republice Środkowoafrykańskiej, w prefekturze Lobaye.
Miejsce narodzin prezydenta i cesarza Państwa Środkowoafrykańskiego Jeana-Bédela Bokassi oraz premiera Barthélemy’ego Bogandy.